# Ferrorésonance
La ferrorésonance est un phénomène de résonance affectant les réseaux électriques impliquant une inductance non linéaire et une capacité alimentées par une source sinusoïdale. 

## Description
Un circuit ferrorésonnant comporte en général deux états : un état stable, correspondant au régime nominal du circuit (associé en général à un état non saturé de l'inductance), et un ou plusieurs autres états dits ferrorésonnants (associés en général à un état saturé de l'inductance), où les courants sont non sinusoïdaux, et les courants et tensions sont hors de leur valeur nominale. Les circuits ferrorésonants peuvent avoir des comportements chaotiques, difficiles à analyser ou simuler, car la valeur du courant et de la tension à un instant donné dépendant très fortement des valeurs initiales. La transition de l'état nominal a un état perturbé requiert une perturbation du réseau (phénomène transitoire, surtension externe, etc.)
La ferrorésonance est un phénomène rare, mais potentiellement perturbateur ou destructeur. Une portion de réseau affectée par la ferrorésonance sera fréquemment génératrice de courants harmoniques, de surintensité et sera sujette à des surtensions temporaires ou permanentes. 
Parmi les cas célèbres de ferrorésonance, on peut citer le cas d'un transformateur de tension (TT) inductif mis hors tension par un disjoncteur à haute tension dont la capacité de répartition entre les bornes résonne avec l'inductance du TT. Ce cas classique a été résolu par l'adjonction sur l'enroulement secondaire du TT d'un circuit spécial pour amortir la (ferro)résonance. D'autres cas plus exceptionnels impliquent des transformateurs de puissance.